# Фехтування на літніх Олімпійських іграх 2020 — кваліфікація
У змаганнях з фехтування на літніх Олімпійських іграх 2020 року зможуть взяти участь 212 спортсменів (106 чоловіків та 106 жінок), які змагатимуться за 12 комплектів нагород. Кожну країну можуть представляти не більше ніж 16 спортсменів (8 чоловіків і 8 жінок).

## Правила кваліфікації
Кваліфікаційні змагання
| Змагання                                | Строки              | Місце проведення |
| --------------------------------------- | ------------------- | ---------------- |
| Світовий рейтинг                        | 5 квітня 2021       | —                |
| Олімпійська кваліфікація-Африка         | 23 квітня 2021      | Каїр             |
| Олімпійська кваліфікація-Європа         | 24 — 25 квітня 2021 | Мадрид           |
| Олімпійська кваліфікація-Азія і Океанія | 25 — 26 квітня 2021 | Ташкент          |
| Олімпійська кваліфікація-Америка        | 1 — 2 травня 2021   | Сан-Хосе         |

## Країни, що кваліфікувались
| Країна                           | Чоловіки      | Чоловіки      | Чоловіки      | Чоловіки | Чоловіки | Чоловіки | Жінки         | Жінки         | Жінки         | Жінки   | Жінки   | Жінки   | Загалом |
| Країна                           | Індивідуальні | Індивідуальні | Індивідуальні | Команда  | Команда  | Команда  | Індивідуальні | Індивідуальні | Індивідуальні | Команда | Команда | Команда | Загалом |
| Країна                           | Шпага         | Рапіра        | Шабля         | Шпага    | Рапіра   | Шабля    | Шпага         | Рапіра        | Шабля         | Шпага   | Рапіра  | Шабля   | Загалом |
| -------------------------------- | ------------- | ------------- | ------------- | -------- | -------- | -------- | ------------- | ------------- | ------------- | ------- | ------- | ------- | ------- |
| Алжир (ALG)                      |               | 1             | 1             |          |          |          |               | 1             | 1             |         |         |         | 4       |
| Аргентина (ARG)                  |               |               |               |          |          |          |               |               | 1             |         |         |         | 1       |
| Азербайджан (AZE)                |               |               |               |          |          |          |               |               | 1             |         |         |         | 1       |
| Бразилія (BRA)                   |               | 1             |               |          |          |          | 1             |               |               |         |         |         | 2       |
| Канада (CAN)                     | 1             | 3             | 1             |          | Так      |          |               | 3             | 1             |         | Так     |         | 9       |
| Чилі (CHI)                       |               |               |               |          |          |          |               | 1             |               |         |         |         | 1       |
| Китай (CHN)                      | 3             | 1             | 1             | Так      |          |          | 3             | 1             | 3             | Так     |         | Так     | 12      |
| Колумбія (COL)                   |               |               |               |          |          |          |               | 1             |               |         |         |         | 1       |
| Чехія (CZE)                      | 1             | 1             |               |          |          |          |               |               |               |         |         |         | 2       |
| Єгипет (EGY)                     | 1             | 3             | 3             |          | Так      | Так      |               | 3             | 1             |         | Так     |         | 11      |
| Естонія (EST)                    |               |               |               |          |          |          | 3             |               |               | Так     |         |         | 3       |
| Франція (FRA)                    | 3             | 3             | 1             | Так      | Так      |          | 1             | 3             | 3             |         | Так     | Так     | 18      |
| Грузія (GEO)                     |               |               | 1             |          |          |          |               |               |               |         |         |         | 1       |
| Німеччина (GER)                  |               | 3             | 3             |          | Так      | Так      |               | 1             |               |         |         |         | 7       |
| Велика Британія (GBR)            |               | 1             |               |          |          |          |               |               |               |         |         |         | 1       |
| Греція (GRE)                     |               |               |               |          |          |          |               |               | 1             |         |         |         | 1       |
| Гонконг (HKG)                    |               | 3             |               |          | Так      |          | 3             |               |               | Так     |         |         | 6       |
| Угорщина (HUN)                   | 1             |               | 3             |          |          | Так      |               | 3             | 3             |         | Так     | Так     | 10      |
| Індія (IND)                      |               |               |               |          |          |          |               |               | 1             |         |         |         | 1       |
| Іран (IRI)                       |               |               | 3             |          |          | Так      |               |               |               |         |         |         | 3       |
| Італія (ITA)                     | 3             | 3             | 3             | Так      | Так      | Так      | 3             | 3             | 3             | Так     | Так     | Так     | 18      |
| Японія (JPN)                     | 3             | 3             | 3             | Так      | Так      | Так      | 1             | 3             | 3             |         | Так     | Так     | 16      |
| Казахстан (KAZ)                  | 1             |               |               |          |          |          |               |               |               |         |         |         | 1       |
| Киргизстан (KGZ)                 | 1             |               |               |          |          |          |               |               |               |         |         |         | 1       |
| Мексика (MEX)                    |               | 1             |               |          |          |          |               |               |               |         |         |         | 1       |
| Марокко (MAR)                    | 1             |               |               |          |          |          |               |               |               |         |         |         | 1       |
| Нідерланди (NED)                 | 1             |               |               |          |          |          |               |               |               |         |         |         | 1       |
| Перу (PER)                       |               |               |               |          |          |          | 1             |               |               |         |         |         | 1       |
| Польща (POL)                     |               |               |               |          |          |          | 3             | 1             |               | Так     |         |         | 4       |
| Румунія (ROU)                    |               |               | 1             |          |          |          | 1             |               |               |         |         |         | 2       |
| Олімпійський комітет Росії (ROC) | 3             | 3             | 3             | Так      | Так      | Так      | 3             | 3             | 3             | Так     | Так     | Так     | 18      |
| Південна Корея (KOR)             | 3             | 1             | 3             | Так      |          | Так      | 3             | 1             | 3             | Так     |         | Так     | 14      |
| Сенегал (SEN)                    |               |               |               |          |          |          | 1             |               |               |         |         |         | 1       |
| Сінгапур (SGP)                   |               |               |               |          |          |          | 1             | 1             |               |         |         |         | 2       |
| Іспанія (ESP)                    |               | 1             |               |          |          |          |               |               |               |         |         |         | 1       |
| Швейцарія (SUI)                  | 3             |               |               | Так      |          |          |               |               |               |         |         |         | 3       |
| Туніс (TUN)                      |               | 1             | 1             |          |          |          | 1             | 1             | 3             |         |         | Так     | 7       |
| Туреччина (TUR)                  |               |               |               |          |          |          |               | 1             |               |         |         |         | 1       |
| Україна (UKR)                    | 3             |               |               | Так      |          |          | 1             |               | 1             |         |         |         | 5       |
| США (USA)                        | 3             | 3             | 3             | Так      | Так      | Так      | 3             | 3             | 3             | Так     | Так     | Так     | 18      |
| Узбекистан (UZB)                 |               |               | 1             |          |          |          | 1             |               | 1             |         |         |         | 3       |
| Венесуела (VEN)                  | 1             |               | 1             |          |          |          |               |               |               |         |         |         | 2       |
| Загалом: 42 НОК                  | 36            | 36            | 36            | 9        | 9        | 9        | 34            | 34            | 36            | 8       | 8       | 9       | 212     |

## Чоловічі змагання

### Індивідуальна шпага
| Критерій                               | Квоти | Фехтувальник, що кваліфікувався |
| -------------------------------------- | ----- | --- |
| Учасники командних змагань             | 24    | Яннік Борель (FRA) Александр Бардене (FRA) Ромен Каннон (FRA) Андреа Сантареллі (ITA) Енріко Гароццо (ITA) Марко Фічера (ITA) Нікішин Богдан Сергійович (UKR) Рейзлін Ігор Дмитрович (UKR) Свічкар Роман Юрійович (UKR) Макс Хайнцер (SUI) Беньямін Штеффен (SUI) Мішель Ніггелер (SUI) Kweon Young-jun (KOR) Ma Se-geon (KOR) Пак Сан Йон (KOR) Джейкоб Гойл (USA) Кертіс Макдоналд (USA) Єйссер Рамірез (USA) Сергій Біда (ROC) Павло Сухов (ROC) Сергій Ходос (ROC) Дун Чао (CHN) Лань МінхаоLan Minghao (CHN) Ван Цзицзє (CHN) |
| Індивідуальний рейтинг: Азія і Океанія | 2     | Масару Ямада (JPN) Руслан Курбанов (KAZ) |
| Індивідуальний рейтинг: Африка         | 1     | Хуссам Елькорд (MAR) |
| Індивідуальний рейтинг: Америка        | 1     | Рубен Лімардо (VEN) |
| Індивідуальний рейтинг: Європа         | 2     | Гергей Шиклоши (HUN) Бас Вервейлен (NED) |
| Зональний турнір: Азія і Океанія       | 1     | Роман Петров (KGZ) |
| Зональний турнір: Африка               | 1     | Мохамед Ель-Саєд (EGY) |
| Зональний турнір: Америка              | 1     | Марк-Антуан Бле Беланжер (CAN) |
| Зональний турнір: Європа               | 1     | Якуб Юрка (CZE) |
| Країна-господарка                      | 2     | Кадзуясу Мінобе (JPN) Кокі Кано (JPN) |
| Загалом                                | 36    | |

### Командна шпага
| Критерій                                                                             | Квоти | Команди, що кваліфікувались                              |
| ------------------------------------------------------------------------------------ | ----- | -------------------------------------------------------- |
| Перші чотири місця світового командного рейтингу                                     | 4     | Франція (FRA) Італія (ITA) Україна (UKR) Швейцарія (SUI) |
| Перша команда з Азії та Океанії серед тих, що посіли в світовому рейтингу 5–16 місця | 1     | Південна Корея (KOR)                                     |
| Перша команда з Америки серед тих, що посіли в світовому рейтингу 5–16 місця         | 1     | США (USA)                                                |
| Перша команда з Європи серед тих, що посіли в світовому рейтингу 5–16 місця          | 1     | Росія (RUS)                                              |
| Перерозподіл невикористаної командної квоти                                          | 1     | Китай (CHN)                                              |
| Країна-господарка                                                                    | 1     | Японія (JPN)                                             |
| Загалом                                                                              | 9     |                                                          |

### Індивідуальна рапіра
| Критерій                               | Квоти | Фехтувальник, що кваліфікувався |
| -------------------------------------- | ----- | --- |
| Учасники командних змагань             | 24    | Нік Іткін (USA) Александер Массіалас (USA) Герек Мейнгардт (USA) Енцо Лефор (FRA) Жульєн Мертін (FRA) Максім Поті (FRA) Даніеле Гароццо (ITA) Алессіо Фоконі (ITA) Андреа Кассара (ITA) Кирило Бородачов (ROC) Антон Бородачов (ROC) Владислав Мильников (ROC) Чонг Калун (HKG) Ryan Choi (HKG) Cheung Siu Lun (HKG) Алаельдін Абуелькассем (EGY) Мохамед Ессам (EGY) Мохамед Хамза (EGY) Максімільєн Ван Гаастер (CAN) Alex Cai (CAN) Елі Шенкель (CAN) Петер Йоппіх (GER) Беньямін Клейбрінк (GER) Андре Заніта (GER) |
| Індивідуальний рейтинг: Азія і Океанія | 2     | Сікіне Такахіро (JPN) Lee Kwang-hyun (KOR) |
| Індивідуальний рейтинг: Африка         | 1     | Мохамед Саманді (TUN) |
| Індивідуальний рейтинг: Америка        | 1     | Гільєрме Тольдо (BRA) |
| Індивідуальний рейтинг: Європа         | 2     | Marcus Mepstead (GBR) Карлос Льявадор (ESP) |
| Зональний турнір: Азія і Океанія       | 1     | Хуан Менкай (CHN) |
| Зональний турнір: Африка               | 1     | Салім Херуї (ALG) |
| Зональний турнір: Америка              | 1     | Дієго Сервантес (MEX) |
| Зональний турнір: Європа               | 1     | Олександр Чупеніч (CZE) |
| Країна-господарка                      | 2     | Тосія Сайто (JPN) Кьосуке Мацуяма (JPN) |
| Загалом                                | 36    | |

### Командна рапіра
| Критерій                                                                             | Квоти | Команди, що кваліфікувались                      |
| ------------------------------------------------------------------------------------ | ----- | ------------------------------------------------ |
| Перші чотири місця світового командного рейтингу                                     | 4     | США (USA) Франція (FRA) Італія (ITA) Росія (RUS) |
| Перша команда з Азії та Океанії серед тих, що посіли в світовому рейтингу 5–16 місця | 1     | Гонконг (HKG)                                    |
| Top team from Africa in positions 5–16                                               | 1     | Єгипет (EGY)                                     |
| Перша команда з Америки серед тих, що посіли в світовому рейтингу 5–16 місця         | 1     | Канада (CAN)                                     |
| Перша команда з Європи серед тих, що посіли в світовому рейтингу 5–16 місця          | 1     | Німеччина (GER)                                  |
| Країна-господарка                                                                    | 1     | Японія (JPN)                                     |
| Загалом                                                                              | 9     |                                                  |

### Індивідуальна шабля
| Критерій                               | Квоти | Фехтувальник, що кваліфікувався |
| -------------------------------------- | ----- | --- |
| Учасники командних змагань             | 24    | Ку Бон Гіль (KOR) Кім Джон Хван (KOR) О Сан Ук (KOR) Лука Куратолі (ITA) Луїджі Самеле (ITA) Енріко Берре (ITA) Арон Сіладьї (HUN) Андраш Сатмарі (HUN) Чанад Гемеші (HUN) Бенедікт Ваґнер (GER) Макс Хартунг (GER) Матіяш Сабо (GER) Мойтаба Абедіні (IRI) Алі Пакмадан (IRI) Могаммад Рагбарі (IRI) Мохамед Амер (EGY) Зіяд Ель-Сіссі (EGY) Мохаб Самер (EGY) Елі Дершвіц (USA) Деріл Гомер (USA) Ендрю Макевич (USA) Ібрагімов Каміль Анварович (ROC) Костянтин Лоханов (ROC) Решетников Веніамін Сергійович (ROC) |
| Індивідуальний рейтинг: Азія і Океанія | 2     | Сюй Їнмін (CHN) Кенто Йосіда (JPN) |
| Індивідуальний рейтинг: Африка         | 1     | Фарес Ферджані (TUN) |
| Індивідуальний рейтинг: Америка        | 1     | Шол Ґордон (CAN) |
| Індивідуальний рейтинг: Європа         | 2     | Boladé Apithy (FRA) Сандро Базадзе (GEO) |
| Зональний турнір: Азія і Океанія       | 1     | Шерзод Мамутов (UZB) |
| Зональний турнір: Африка               | 1     | Акрам Бунабі (ALG) |
| Зональний турнір: Америка              | 1     | Хосе Кінтеро (VEN) |
| Зональний турнір: Європа               | 1     | Юліан Теодосіу (ROU) |
| Країна-господарка                      | 2     | Кайто Стрітс (JPN) Томохіро Сімамура (JPN) |
| Загалом                                | 36    | |

### Командна шабля
| Критерій                                                                             | Квоти | Команди, що кваліфікувались                                      |
| ------------------------------------------------------------------------------------ | ----- | ---------------------------------------------------------------- |
| Перші чотири місця світового командного рейтингу                                     | 4     | Південна Корея (KOR) Угорщина (HUN) Італія (ITA) Німеччина (GER) |
| Перша команда з Азії та Океанії серед тих, що посіли в світовому рейтингу 5–16 місця | 1     | Іран (IRI)                                                       |
| Перша команда з Африки серед тих, що посіли в світовому рейтингу 5–16 місця          | 1     | Єгипет (EGY)                                                     |
| Перша команда з Америки серед тих, що посіли в світовому рейтингу 5–16 місця         | 1     | США (USA)                                                        |
| Перша команда з Європи серед тих, що посіли в світовому рейтингу 5–16 місця          | 1     | Росія (RUS)                                                      |
| Країна-господарка                                                                    | 1     | Японія (JPN)                                                     |
| Загалом                                                                              | 9     |                                                                  |

## Жіночі змагання

### Індивідуальна шпага
| Критерій                               | Квоти | Фехтувальниця, що кваліфікувалась |
| -------------------------------------- | ----- | --- |
| Учасники командних змагань             | 24    | Лінь Шен (CHN) Сунь Івень (CHN) Чжу Мін'є (CHN) Александра Ярецька (POL) Рената Кнапік-Мязда (POL) Ева Тшебінська (POL) Колобова Віолетта Віталіївна (ROC) Айзанат Муртазаєва (ROC) Yulia Lichagina (ROC) Чхве Ін Джон (KOR) Кан Йон Мі (KOR) Song Se-ra (KOR) Kaylin Hsieh (HKG) Вівіан Кун (HKG) Coco Lin (HKG) Кетрін Холмс (USA) Кортні Герлі (USA) Келлі Герлі (USA) Росселла Ф'ямінго (ITA) Мара Наваррія (ITA) Федеріка Ізола (ITA) Юлія Беляєва (EST) Еріка Кірпу (EST) Катріна Лехіс (EST) |
| Індивідуальний рейтинг: Азія і Океанія | 2     | Нодзомі Сато (JPN) Маліка Хакімова (UZB) |
| Індивідуальний рейтинг: Африка         | 1     | Сарра Бесбес (TUN) |
| Індивідуальний рейтинг: Америка        | 1     | Наталі Моельхаузен (BRA) |
| Індивідуальний рейтинг: Європа         | 2     | Ана Марія Попеску (ROM) Коралін Віталіс (FRA) |
| Зональний турнір: Азія і Океанія       | 1     | Кіріа Тікана (SGP) |
| Зональний турнір: Африка               | 1     | Ндеє Діонгю (SEN) |
| Зональний турнір: Америка              | 1     | Марія Луїса Дойг (PER) |
| Зональний турнір: Європа               | 1     | Кривицька Олена Сергіївна (UKR) |
| Загалом                                | 34    | |

### Командна шпага
| Критерій                                                                             | Квоти | Команди, що кваліфікувались                               |
| ------------------------------------------------------------------------------------ | ----- | --------------------------------------------------------- |
| Перші чотири місця світового командного рейтингу                                     | 4     | Китай (CHN) Польща (POL) Росія (RUS) Південна Корея (KOR) |
| Перша команда з Азії та Океанії серед тих, що посіли в світовому рейтингу 5–16 місця | 1     | Гонконг (HKG)                                             |
| Перша команда з Америки серед тих, що посіли в світовому рейтингу 5–16 місця         | 1     | США (USA)                                                 |
| Перша команда з Європи серед тих, що посіли в світовому рейтингу 5–16 місця          | 1     | Італія (ITA)                                              |
| Перерозподіл невикористаної командної квоти                                          | 1     | Естонія (EST)                                             |
| Загалом                                                                              | 8     |                                                           |

### Індивідуальна рапіра
| Критерій                               | Квоти | Фехтувальниця, що кваліфікувалась |
| -------------------------------------- | ----- | --- |
| Учасники командних змагань             | 24    | Дериглазова Інна Василівна (ROC) Аделіна Загідулліна (ROC) Коробейникова Лариса Вікторівна (ROC) Мартіна Батіні (ITA) Аріанна Ерріго (ITA) Аліче Вольпі (ITA) Ізаора Тібус (FRA) Полін Ранв'є (FRA) Аніта Блаз (FRA) Жаклін Добровіч (USA) Лі Кіфер (USA) Нікол Росс (USA) Сера Адзума (JPN) Юка Уено (JPN) Ріо Адзума (JPN) Джессіка Ґуо (CAN) Елеанор Гарві (CAN) Келлей Раян (CAN) Фанні Крейш (HUN) Флора Пастор (HUN) Ката Кондріц (HUN) TBD (EGY) TBD (EGY) TBD (EGY) |
| Індивідуальний рейтинг: Азія і Океанія | 2     | Чон Хий Сук (KOR) Чень Цінюань (CHN) |
| Індивідуальний рейтинг: Африка         | 1     | Інес Бубакрі (TUN) |
| Індивідуальний рейтинг: Америка        | 1     | Саскія Лоретта ван Ервен Гарсія (COL) |
| Індивідуальний рейтинг: Європа         | 2     | Leonie Ebert (GER) Ірем Карамете (TUR) |
| Зональний турнір: Азія і Океанія       | 1     | Аміта Бертьєр (SGP) |
| Зональний турнір: Африка               | 1     | Мерьєм Мебаркі (ALG) |
| Зональний турнір: Америка              | 1     | Катіна Проестакіс (CHI) |
| Зональний турнір: Європа               | 1     | Мартина Єлінська (POL) |
| Загалом                                | 34    | |

### Командна рапіра
| Критерій                                                                             | Квоти | Команди, що кваліфікувались                      |
| ------------------------------------------------------------------------------------ | ----- | ------------------------------------------------ |
| Перші чотири місця світового командного рейтингу                                     | 4     | Росія (RUS) Італія (ITA) Франція (FRA) США (USA) |
| Перша команда з Азії та Океанії серед тих, що посіли в світовому рейтингу 5–16 місця | 1     | Японія (JPN)                                     |
| Перша команда з Америки серед тих, що посіли в світовому рейтингу 5–16 місця         | 1     | Єгипет (EGY)                                     |
| Перша команда з Америки серед тих, що посіли в світовому рейтингу 5–16 місця         | 1     | Канада (CAN)                                     |
| Перша команда з Європи серед тих, що посіли в світовому рейтингу 5–16 місця          | 1     | Угорщина (HUN)                                   |
| Загалом                                                                              | 8     |                                                  |

### Індивідуальна шабля
| Критерій                               | Квоти | Фехтувальниця, що кваліфікувалась |
| -------------------------------------- | ----- | --- |
| Учасники командних змагань             | 24    | Велика Софія Олександрівна (ROC) Позднякова Софія Станіславівна (ROC) Нікітіна Ольга Олексіївна (ROC) Мартіна Крішйо (ITA) Росселла Грегоріо (ITA) Ірене Веккі (ITA) Сесілія Бердер (FRA) Манон Брюне (FRA) Шарлотта Лембах (FRA) Choi Soo-yeon (KOR) Кім Джі Йон (KOR) Yoon Ji-su (KOR) Цянь Цзяжуй (CHN) Шао Яці (CHN) Yang Hengyu (CHN) Надя Бен Азізі (TUN) Аміра Бен Чаабане (TUN) Ясмін Дагфус (TUN) Еліза Стоун (USA) Дагмара Возняк (USA) Маріель Загуніс (USA) Анна Мартон (HUN) Ліза Пустай (HUN) Рената Катона (HUN) |
| Індивідуальний рейтинг: Азія і Океанія | 2     | Ч. А. Бгавані Деві (IND) Місакі Емура (JPN) |
| Індивідуальний рейтинг: Африка         | 1     | Нада Хафез (EGY) |
| Індивідуальний рейтинг: Америка        | 1     | Ґабріелла Пейдж (CAN) |
| Індивідуальний рейтинг: Європа         | 2     | Теодора Гудура (GRE) Харлан Ольга Геннадіївна (UKR) |
| Зональний турнір: Азія і Океанія       | 1     | Зайнаб Даїбекова (UZB) |
| Зональний турнір: Африка               | 1     | Каутер Мохамед Белькебір (ALG) |
| Зональний турнір: Америка              | 1     | Марія Белен Перес Мауріс (ARG) |
| Зональний турнір: Європа               | 1     | Анна Башта (AZE) |
| Країна-господарка                      | 2     | Chika Aoki (JPN) Норіка Тамура (JPN) |
| Загалом                                | 36    | |

### Командна шабля
| Критерій                                                                             | Квоти | Команди, що кваліфікувались                                 |
| ------------------------------------------------------------------------------------ | ----- | ----------------------------------------------------------- |
| Перші чотири місця світового командного рейтингу                                     | 4     | Росія (RUS) Італія (ITA) Франція (FRA) Південна Корея (KOR) |
| Перша команда з Азії та Океанії серед тих, що посіли в світовому рейтингу 5–16 місця | 1     | Китай (CHN)                                                 |
| Перша команда з Америки серед тих, що посіли в світовому рейтингу 5–16 місця         | 1     | Туніс (TUN)                                                 |
| Перша команда з Америки серед тих, що посіли в світовому рейтингу 5–16 місця         | 1     | США (USA)                                                   |
| Перша команда з Європи серед тих, що посіли в світовому рейтингу 5–16 місця          | 1     | Угорщина (HUN)                                              |
| Країна-господарка                                                                    | 1     | Японія (JPN)                                                |
| Загалом                                                                              | 9     |                                                             |